# Telmatoscopus grata
Telmatoscopus grata és una espècie d'insecte dípter pertanyent a la família dels psicòdids.

## Descripció
- Mascle: ales pàl·lides, d'1,47 mm de llargària i 0,62 d'amplada, amb la nervadura lleument esclerotitzada i un petit esperó a la base; sutura interocular lleugerament corbada; vèrtex gairebé pla a l'occipuci, però amb una petita protuberància a l'àpex; front amb una àrea rectangular de pèls; palp núm. 2 una mica més llarg que el 3; antenes d'1,02 mm de longitud i amb l'escap una mica més llarg que el pedicel; edeagus amb els marges laterals molt esclerotitzats.
- La femella no ha estat encara descrita.[3]

## Distribució geogràfica
Es troba a Nova Guinea.